# Hércules y Anteo (Antonio Pollaiolo, Uffizi)
Hércules y Anteo es una pequeña pintura al temple sobre tabla (16 cm x 9 cm) de Antonio Pollaiuolo, datada hacia 1475 aproximadamente y conservada en la Galería de los Uffizi de Florencia.

## Historia
La obra, que retoma el tema clásico de los doce trabajos de Hércules, estaba emparejada con la análoga Hércules y la Hidra, también en los Uffizi. Muy controvertido es el tema de la datación de la obra. Se conserva de hecho la documentación de tres lienzos cuadrados perdidos sobre el tema de los "Trabajos" de Antonio y Piero Pollaiuolo, comisionados por Pedro de Médicis, mencionados en una carta de Antonio a Gentil Virginio Orsini del 13 de julio de 1494 como obras de treinta años antes y citadas en el inventario del Palacio Médici después de la muerte de Lorenzo el Magnífico, habiendo una última mención de Raffaello Borghini en el Descanso (1584). Estas dos obras existentes serían copias o reinterpretaciones a pequeña escala del propio autor.
En ambas obras se aprecian influencias de la Academia neoplatónica vinculadas a la reinterpretación de los mitos clásicos en clave filosófica cristiana y la evocación idealizada de lo antiguo grecorromano como testimonio de una armonía estética perdida, imperantes en el arte occidental desde el Renacimiento. El propio tema del héroe que vence las adversidades uniendo cualidades intelectuales y físicas encarnaba un ideal humanístico y también la desnudez de los protagonistas remite al mundo antiguo.
Las dos tablillas son descritas por primera vez en 1609 en un inventario de la casa Gondi de Florencia, unidas como un díptico a modo de libro. No se dice que esta colocación fuera la originaria, también por la distinta línea del horizonte de ambas escenas, pero seguramente las obras estaban destinadas a una visión cercana, por las pequeñas dimensiones y la riqueza de detalles. Quizás formaron parte de la decoración de un studiolo privado.
Ambas fueron robadas durante la Segunda Guerra Mundial, y recuperadas por Rodolfo Siviero en Los Ángeles en 1963. Fueron restauradas en 1991.

## Descripción y estilo
Según la mitología griega, Hércules tuvo que luchar en el desierto Líbico contra el gigante Anteo, hijo de Poseidón, dios del mar, y de Gea, diosa de la tierra. Anteo usualmente detenía y desafiaba a combate singular a los viajeros para matarlos y coleccionar las calaveras, ayudado por la invencible fuerza que le daba la madre tierra con su simple contacto. Para batirlo Hércules se vio obligado así pues a levantarlo, privándolo de su fuente de fuerza y reduciéndolo a un simple hombre, que luego le fue fácil estrechar en el aire y sofocar hasta la muerte. La obra muestra el momento en que Hércules, reconocible por la piel del león de Nemea arrollada en sus caderas, ha levantado a Anteo en el aire, apretándolo por la cintura con fuerza brutal, y este intenta desesperadamente zafarse con un grito que anuncia su inminente derrota.
La empresa del héroe era interpretada por los neoplatónicos como símbolo de la lucha entre el principio superior y el inferior, según su idea de la continua tensión del alma humana, suspendida entre la Virtud y el Vicio; el hombre en la práctica tendía hacia el bien, pero incapaz de conseguir la perfección y a menudo en peligro de caer en la irracionalidad dictada por el instinto; de esta conciencia de los propios límites deriva por tanto la tragedia existencial del hombre neoplatónico, consciente de tener que perseguir toda la vida una condición aparentemente inalcanzable.
Pollaiolo desarrolló el tema recurriendo a dos cuerpos arqueados en direcciones opuestas, con los miembros y la dirección de las miradas generando líneas de fuerza rotas en ángulos agudos que se expanden luego en varias direcciones, transmitiendo la sensación de movimiento dramático. La gestualidad y expresiones son muy marcadas, con una tensión muscular inédita que culmina en la marcada línea del contorno, tensa y elástica, en la que parece captar todo el esfuerzo explosivo del impulso. La representación anatómica es extraordinaria, muy precisa en la representación de los músculos y tendones.
Según Roberto Longhi la línea de contorno vibrante y enérgica, que él llamó línea funcional, realza la fuerza y el movimiento ágil de un cuerpo y Antonio Pollaiuolo fue su máximo artífice.
El panorama es rico en detalles, como arbolillos, animales, pequeños edificios, y vistos desde una perspectiva alta para resaltar las figuras en primer plano, absolutas protagonistas de la escena.

## Otros proyectos
- Wikimedia Commons contiene immagini o altri file su Ercole e Anteo